# Julius Klengel

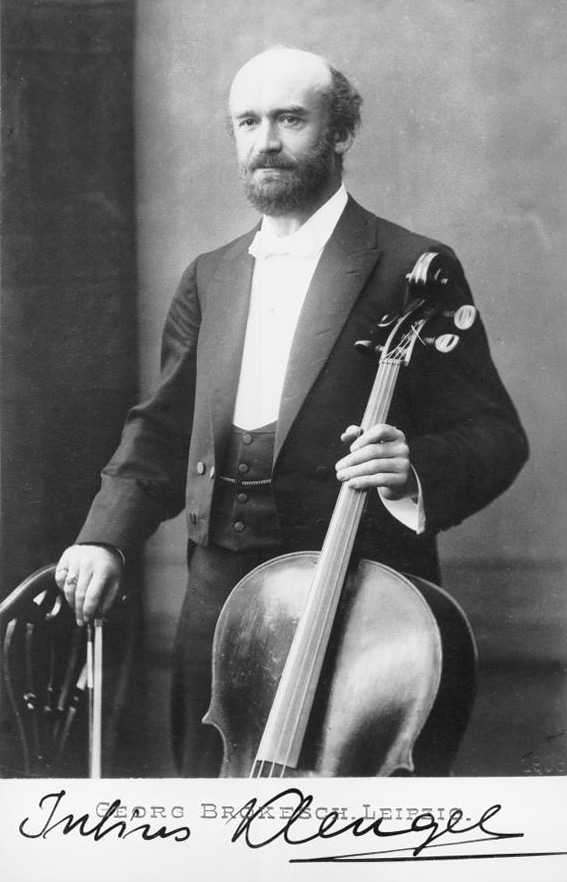
Julius Klengel (1903)

Julius Klengel (* 24. September 1859 in Leipzig; † 27. Oktober 1933 ebenda) war ein deutscher Cellist sowie Komponist und Instrumentallehrer.

## Biografie

### Familie
Julius Klengel stammte aus einer musikalischen Familie. Bereits der Urgroßvater war Kantor und Schullehrer in Stolpen. Aus der Familie Klengel spielten bis 1924 sieben Mitglieder im Leipziger Gewandhausorchester. Sein Vater Julius Wilhelm Klengel (1818–1879) war Komponist, der Großvater Moritz Klengel (1793–1870) war Geiger und lehrte am Konservatorium, der Cousin Julius Röntgen Komponist und Pianist, seine Tante Pauline Klengel, Mutter von Julius Röntgen, war Pianistin.

### Ausbildung
Julius erhielt wie seine fünf Geschwister zunächst vom Vater Wilhelm Julius Klengel (1818–1879) wissenschaftlichen Unterricht und musikalische Anleitung. Mit sieben Jahren begann er Violoncello zu spielen und bekam bald darauf geregelten Unterricht von dem Grützmacher-Schüler Emil Hegar (1843–1921), dem Bruder von Friedrich Hegar. Er studierte Cello weiter bei Carl Davidoff, Komposition bei Salomon Jadassohn. Er galt als talentiertes Wunderkind.

### Tätigkeit
Mit fünfzehn Jahren spielte er bereits im Gewandhausorchester und war schon bald ein gefragter Solist. Konzerte führten ihn durch ganz Deutschland und ab 1878 auch ins europäische Ausland. Ab 1881 war er 1. Solocellist des Gewandhausorchesters Leipzig und zugleich Lehrer am Leipziger Konservatorium. Er spielte unter den Kapellmeistern Carl Reinecke, Arthur Nikisch und Wilhelm Furtwängler. Klengel verfügte neben seinem Talent als Cellist auch über eine besondere pädagogische Begabung. Ab 1911 gehörte er auch zu den Lehrern des neu gegründeten Thüringer Konservatoriums für Musik in Erfurt. Annähernd 1000 Studenten bildete er aus. Zu seinen berühmtesten Schülern zählen Benar Heifetz, Gregor Piatigorsky, Guilhermina Suggia, Joachim Stutschewsky, Rudolf Metzmacher, Georg Wille, Emanuel Feuermann und William Pleeth.

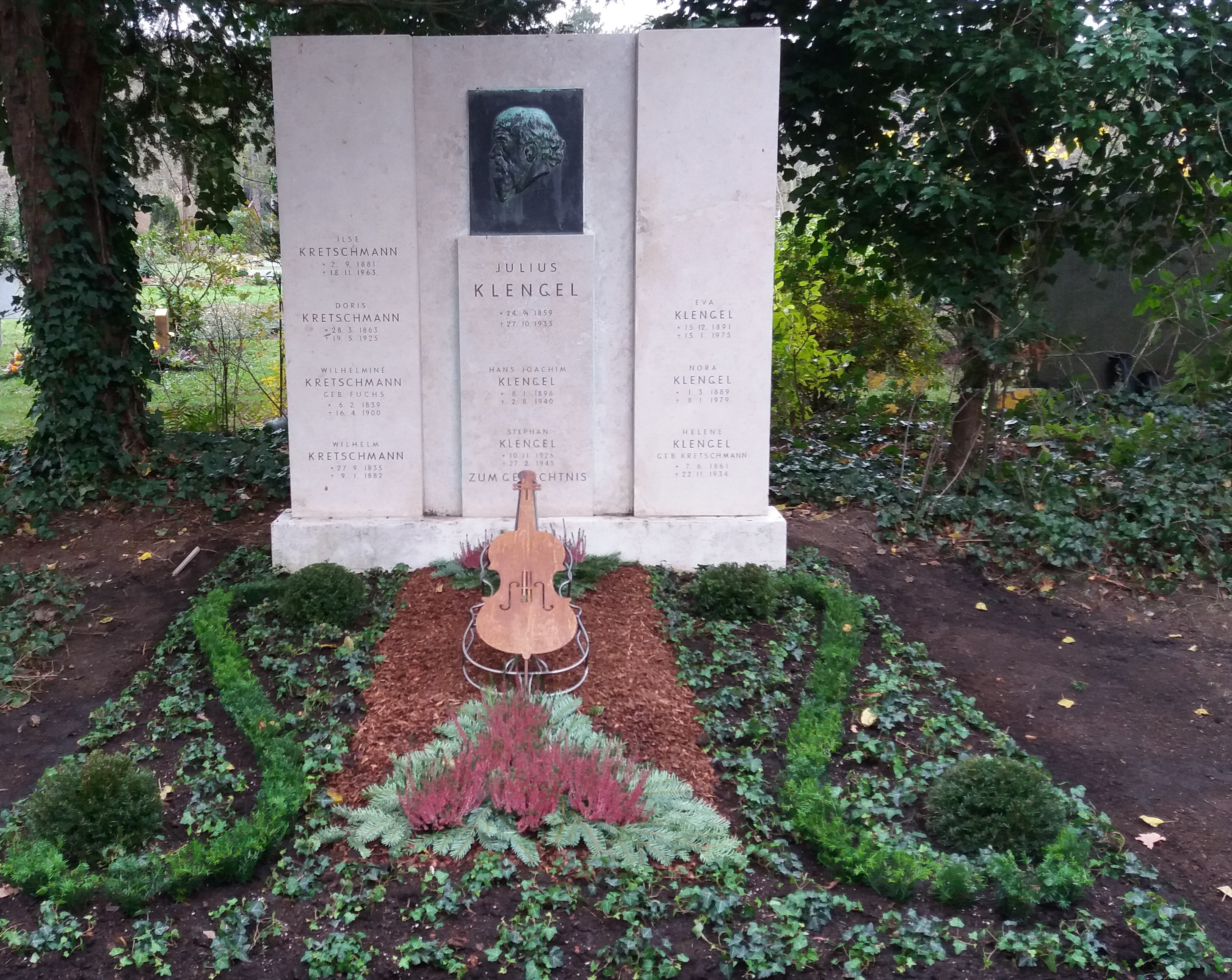
Restaurierte Grabstätte Julius Klengel auf dem Südfriedhof in Leipzig

Klengel machte sich auch als Komponist einen Namen. Sein bekanntestes Werk ist der Hymnus für 12 Celli. Er schrieb unter anderem eine Serenade in F-Dur op. 24 für Streicher sowie ein Doppelkonzert op. 61 für Violine, Cello und Orchester. Die meisten angehenden (Berufs-)Cellisten spielen ein Klengel-Konzert im Laufe ihrer Ausbildung.

## Familie
Seine Tochter, Eva Klengel, betrieb in den Jahren etwa zwischen 1935 und 1955 in Leipzig eine Schule für junge Cellisten.

## Ehrungen
2021 wurde Klengels Grabstätte auf dem Leipziger Südfriedhof unter Federführung der Paul-Benndorf-Gesellschaft mit Hilfe von Fördermitteln des Freistaates Sachsen und Spenden von Musikern des Gewandhausorchesters umfassend restauriert.

## Werke
- Capriccio, Op. 3
- Cello Concerto Nr.1 in a-Moll, Op. 4 (1882)
- Two pieces for four Cellos, Op. 5

- Serenade
- Humoresque

- Scherzo for Cello and Piano, Op. 6
- Concertino No.1 in C major, Op. 7
- Concert piece in D minor for Cello and Piano, Op. 10
- Mazurka No.3 for Cello and Piano, Op. 14
- Variations for four Cellos, Op. 15
- Suite in D minor for two Cellos, Op. 22
- Serenade in F major, Op. 24
- Caprice for Cello and Piano, Op. 27
- Theme with Variations for four Cellos, Op. 28
- Impromptu for four Cellos, Op. 30
- Concerto No.3 for Cello, Op. 31
- Four pieces for four Cellos, Op. 33
  - Song without words
  - Gavotte
  - Wiegenlied
  - Marsch
- Zwei Kindertrios (children's), Op. 35
  - Kindertrio No.1 in C major
  - Kindertrio No.2 in G major
- Cellokonzert Nr. 4 h-Moll, Op. 37 (1901)
- Zwei Kindertrios (children's), Op. 39
  - Kindertrio No.1 in F major
  - Kindertrio No.2 in D major
- Suite No.2 in A minor for Cello and Piano, Op. 4
- Concertino No.2 in G major for Cello and Piano, Op. 41
- Zwei Kindertrios (children's), Op. 42
  - Kindertrio No.5 in E minor
  - Kindertrio No.6 in G minor
- Caprice in the Form of a Chaconne after a Theme by Schumann for solo Cello, Op. 43
- Double Concerto in E minor for two Cellos, Op. 45 (1908)
- Concertino No.3 in A minor for Cello and Piano, Op. 46
- Six Sonatinas for Cello and Piano, Op. 47
- Six Sonatinas for Cello and piano, Op. 48
- Andante Sostenuto for Cello and Orchestra, Op. 51
- Suite for Cello and Organ, Op. 54
- Suite for Cello in D minor, Op. 56
- Hymnus for 12 Cellos, Op. 57
- Small Suite for three Cellos, Op. 59
- Concerto for Violin, Cello and Orchestra, Op. 61
- Three pieces for two Cellos and Piano (organ), Op. 62

Werke ohne Werknummer
- Tägliche Übungen (Band 1 bis 3), Vol. I

## Diskografie
Von Klengel sind (Stand 2021) vier CDs erhältlich:
- Cellokonzerte Nr. 1 & 4  (Jankovic, Richter, Radio-Philharmonie Hannover), cpo, 2001, Nr. 1629820[1]
- Serenade f.Streichorchester op. 24, Südwestdt. Kammerorchester Pforzheim, Label 'ebs' (1995), Nr. 7973167[2]
- Complete Concertinos (Martin Rummel, Mari Kato), Naxos 8.573793[3]
- Cellokonzert Nr. 3 a-moll op. 31, (Raphaela Gromes, RSB Berlin, Nicholas Carter), Sony 8923545[4]